# Vila Franca do Campo
Vila Franca do Campo ([ˈvilɐ ˈfɾɐ̃kɐ ðu ˈkɐ̃pu] ) ist eine Kleinstadt (Vila) und ein Kreis (Concelho) auf São Miguel, einer Insel der zu  Portugal gehörenden Azoren. Die Stadt hat etwa 4100 Einwohner. Im Kreis wohnen auf einer Fläche von 78,0 km² 10.323 Einwohner (Stand 19. April 2021), was einer Bevölkerungsdichte von 132,4 Einwohnern/km² entspricht.

## Geografie
Vila Franca do Campo liegt an der Südküste der größten Azoreninsel São Miguel. Dem Ort im Atlantik vorgelagert ist die kleine Vulkaninsel Ilhéu de Vila Franca do Campo, deren Kraterwand an der Nordseite zur See hin durchbrochen ist, so dass Meerwasser einfließen kann und sich Sand abgelagert hat. So ist ein natürliches Schwimmbecken entstanden, dessen Tiefe bei Flut kaum mehr einen Meter übersteigt. Während der Sommermonate fahren Boote von Vila Franca zum Ilheu (die Überfahrt dauert ca. 20 Min.) und bringen Erwachsene und Kinder für einen Badetag dorthin. Gegenüber der Insel liegt die Praia da Vinha da Areia.

## Herkunft des Ortsnamens
Vila ist das portugiesische Wort für „Kleinstadt“, und campo bedeutet „Ebene“. Der Zusatz franca („frei“) bezieht sich auf die Tatsache, dass die Stadtbewohner ursprünglich von der Zahlung von Steuern befreit waren.

## Geschichte
Der Ort Vila Franca do Campo wurde die erste Hauptstadt von São Miguel nach Entdeckung der – bis dahin menschenleeren – Azoreninsel durch portugiesische Seefahrer im Jahr 1427. Es gibt allerdings Hinweise, dass bereits in der Antike die Phönizier die Azoren kannten. Schon bald nach Beginn der dauerhaften Besiedlung São Miguels durch die Portugiesen wurde der Ort von Povoação aus gegründet. In Vila Franca wohnten der Lehnsherr der Insel, der Gründeradel und die Großgrundbesitzer. Bis 1518 war hier die Zollbehörde ansässig und schnell wurde der Ort zur wichtigsten Siedlung auf der Insel. In der Nacht vom 21. auf den 22. Oktober 1522 wurde der Ort jedoch von einem durch ein Erdbeben verursachten Erdrutsch zerstört. Die gesamte Bevölkerung von etwa 5000 Menschen kam dabei ums Leben. Danach wurde die Hauptstadt nach Ponta Delgada verlagert, das diesen Status bis heute erhalten hat. Vila Franca erholte sich wieder und ist heute ein blühendes Kreisstädtchen.

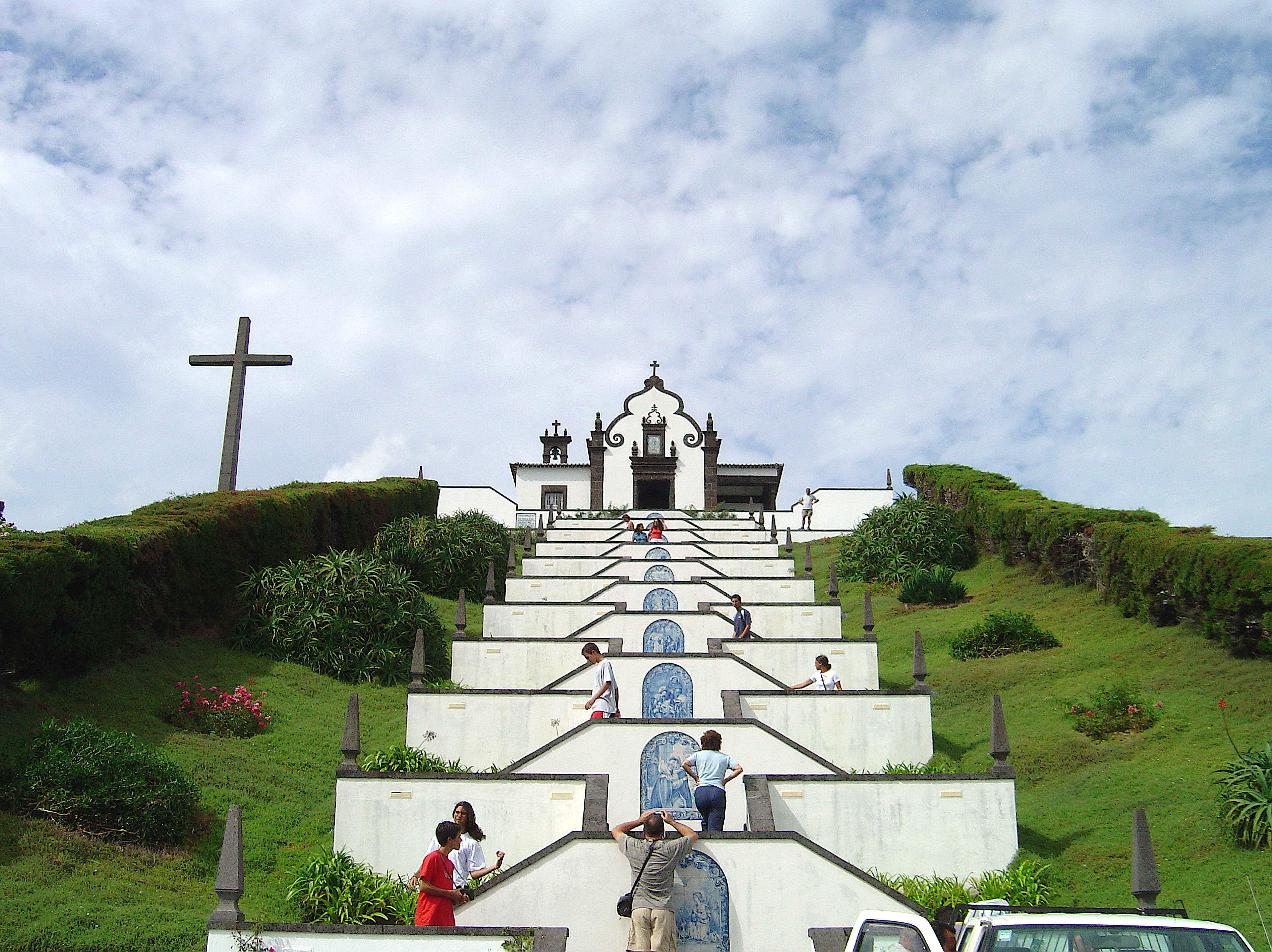
Der regionale Wallfahrtsort Ermida de Nossa Senhora da Paz

## Architektur
Die Stadt wird überragt von der 1764 erbauten Kapelle Ermida de Nossa Senhora da Paz, zu der ein mit Kacheln (Azulejos) geschmückter Treppenweg führt. Im Stadtzentrum stehen die ehemalige Klosterkirche Igreja de Santo André aus dem 17. Jahrhundert, die zu einem 1832 aufgelösten Clarissenkloster gehörte, die barocke Igreja de São Pedro mit einem Altar von 1754 sowie die dreischiffige Pfarrkirche Igreja de São Miguel Arcanjo aus dem 16. Jahrhundert, die nach dem Erdbeben von 1522 im ursprünglichen Stil wieder aufgebaut wurde.

## Verwaltung

### Kreis
Vila Franca do Campo ist Sitz eines gleichnamigen Kreises (Concelho). Seine Nachbarkreise sind:
|       | Ribeira Grande                              |          |
| Lagoa | Kompassrose, die auf Nachbargemeinden zeigt | Povoação |
|       | Atlantischer Ozean                          |          |

Das Stadtgebiet von Vila Franca do Campo wird von den zwei Gemeinden São Miguel und São Pedro gebildet. Der Kreis Vila Franca do Campo besteht insgesamt aus folgenden sechs Gemeinden (Freguesias):

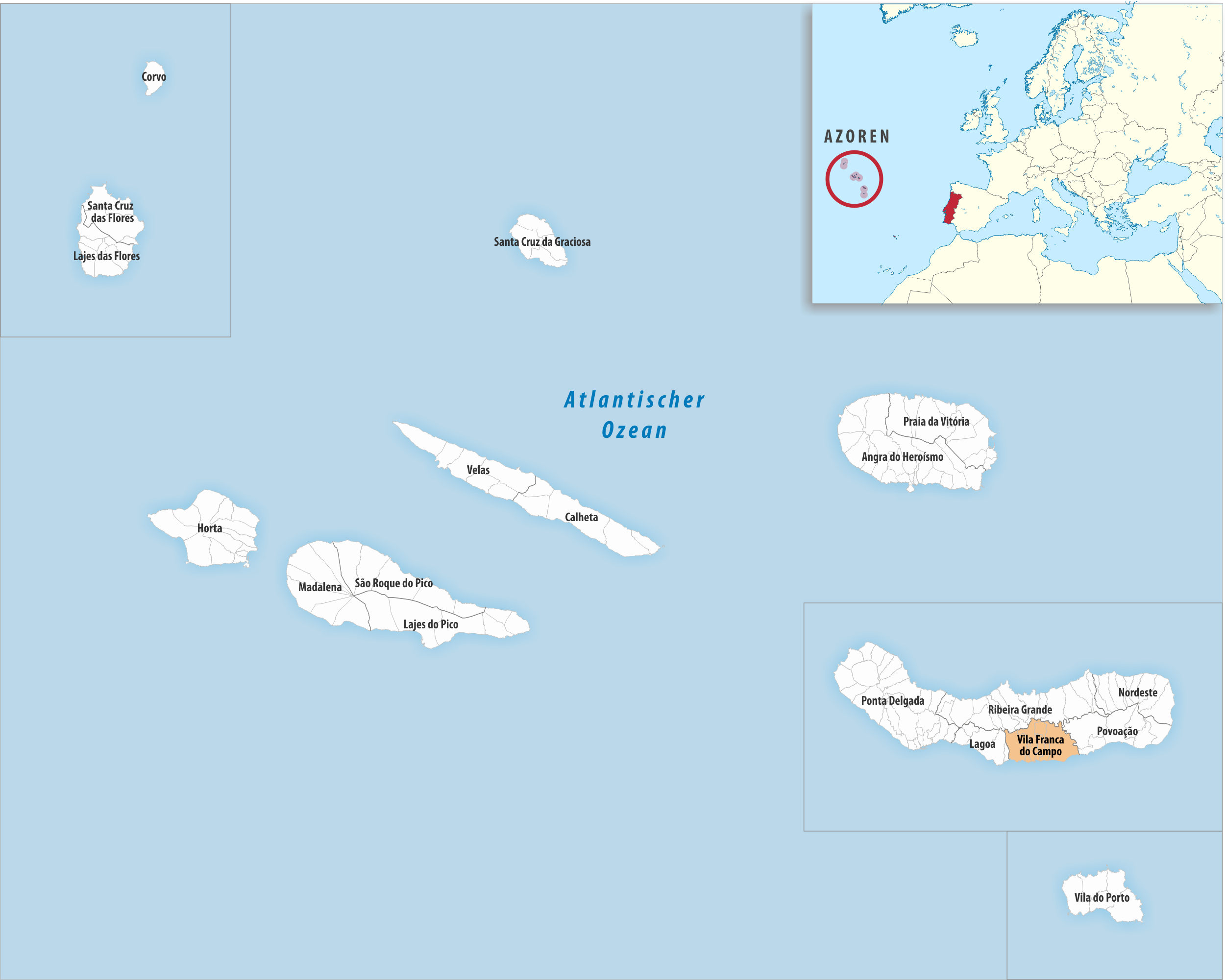
Kreis Vila Franca do Campo

| Gemeinde                   | Einwohner (2021) | Fläche km² | Dichte Einw./km² | LAU- Code |
| -------------------------- | ---------------- | ---------- | ---------------- | --------- |
| Água de Alto               | 1.656            | 18,41      | 90               | 420601    |
| Ponta Garça                | 3.156            | 29,35      | 108              | 420602    |
| Ribeira das Tainhas        | 640              | 9,59       | 67               | 420603    |
| Ribeira Seca               | 1.005            | 5,53       | 182              | 420606    |
| São Miguel                 | 2.486            | 12,60      | 197              | 420604    |
| São Pedro                  | 1.380            | 2,48       | 555              | 420605    |
| Kreis Vila Franca do Campo | 10.323           | 77,96      | 132              | 4206      |

### Bevölkerungsentwicklung
| Einwohnerzahl im Kreis Vila Franca do Campo 1849–2011 |       |        |        |        |        |        |        |        |        |
| Jahr                                                  | 1849  | 1900   | 1930   | 1960   | 1981   | 1991   | 2001   | 2004   | 2011   |
| Einwohner                                             | 8.398 | 11.190 | 11.204 | 14.596 | 11.866 | 11.050 | 11.150 | 11.039 | 11.229 |

### Kommunaler Feiertag

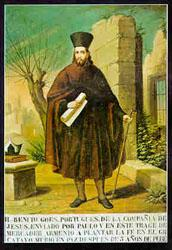
Bento de Góis (span. Bild)

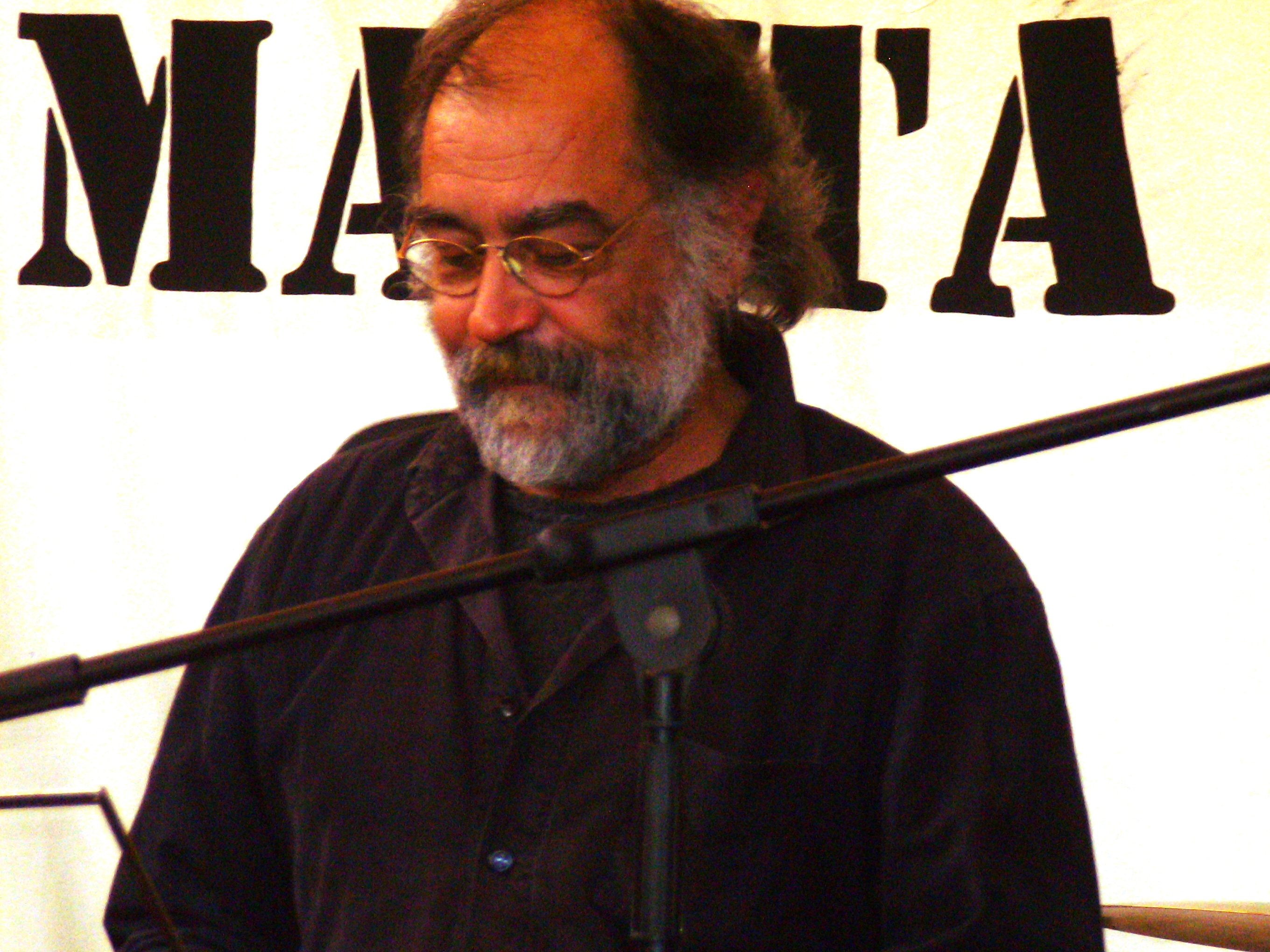
José Medeiros (2012)

- 24. Juni

### Städtepartnerschaften
- Portugal: Vila do Porto
- Vereinigte Staaten: Fall River (Massachusetts)[6]

## Söhne und Töchter der Stadt
- Bento de Góis (1562–1607), jesuitischer Missionar, Entdeckungsreisender in Asien
- Urbano de Mendonça Dias (1878–1951), Schriftsteller, Journalist, Jurist und Pädagoge
- Ernesto Ferreira (1880–1943), katholischer Pfarrer, Ethnologe und Naturforscher
- Armando Cortes-Rodrigues (1891–1971), Schriftsteller, Dramatiker, Lyriker, Philologe und Ethnologe
- Artur do Canto Resende (1897–1945), Vermessungsingenieur
- José Medeiros (* 1951), Musiker und Komponist, Schauspieler und Regisseur